# Dhawee Umponmaha
Dhawee Umponmaha est un boxeur thaïlandais né le 15 novembre 1959.

## Carrière
Il participe aux Jeux olympiques d'été de 1984 à Los Angeles et remporte la médaille d'argent en combattant dans la catégorie des poids super-légers.

### Parcours auxJeux olympiques
Jeux olympiques d'été de 1984 à Los Angeles (poids super-légers) :
- Bat Jaslal Pradhan (Inde) 5-0
- Bat Charles Owiso (Kenya) 3-2
- Bat Dave Griffiths (Grande-Bretagne) 4-1
- Bat Jorge Maysonet (Porto Rico) 5-0
- Bat Mircea Fulger (Roumanie) 5-0
- Perd contre Jerry Page (États-Unis) 0-5